# Añe
Añe es un municipio y localidad española de la provincia de Segovia, en la comunidad autónoma de Castilla y León. Está situada a 21 km de la capital provincial, se enmarca dentro de la campiña segoviana y pertenece al partido judicial de Santa María la Real de Nieva. Cuenta con una población de 66 habitantes (INE 2024).

## Toponimia
Su forma antigua sería Fanne; en 1247 aparece citado como Hanne, en 1290 como Fañe, en 1465 como Hañe y en 1512 como Añe. Se trata de un antropónimo, que aludiría al nombre del repoblador de la aldea, para el cual se han dado dos posibles explicaciones; por un lado derivaría del árabe hanne ‘arroyuelo’, y por otro tendría origen hebreo, Yohanan. Sin embargo, ninguna justifica la forma Fanne, que aparece en numerosos documentos medievales, por lo que puede derivar del nombre latino Fannius (Annius), común en la zona norte peninsular.

## Geografía
| Noroeste: Armuña                       | Norte: Armuña | Noreste: Yanguas de Eresma |
| Oeste: Santa María la Real de Nieva    |               | Este: Yanguas de Eresma    |
| Suroeste: Santa María la Real de Nieva | Sur: Anaya    | Sureste: Garcillán         |

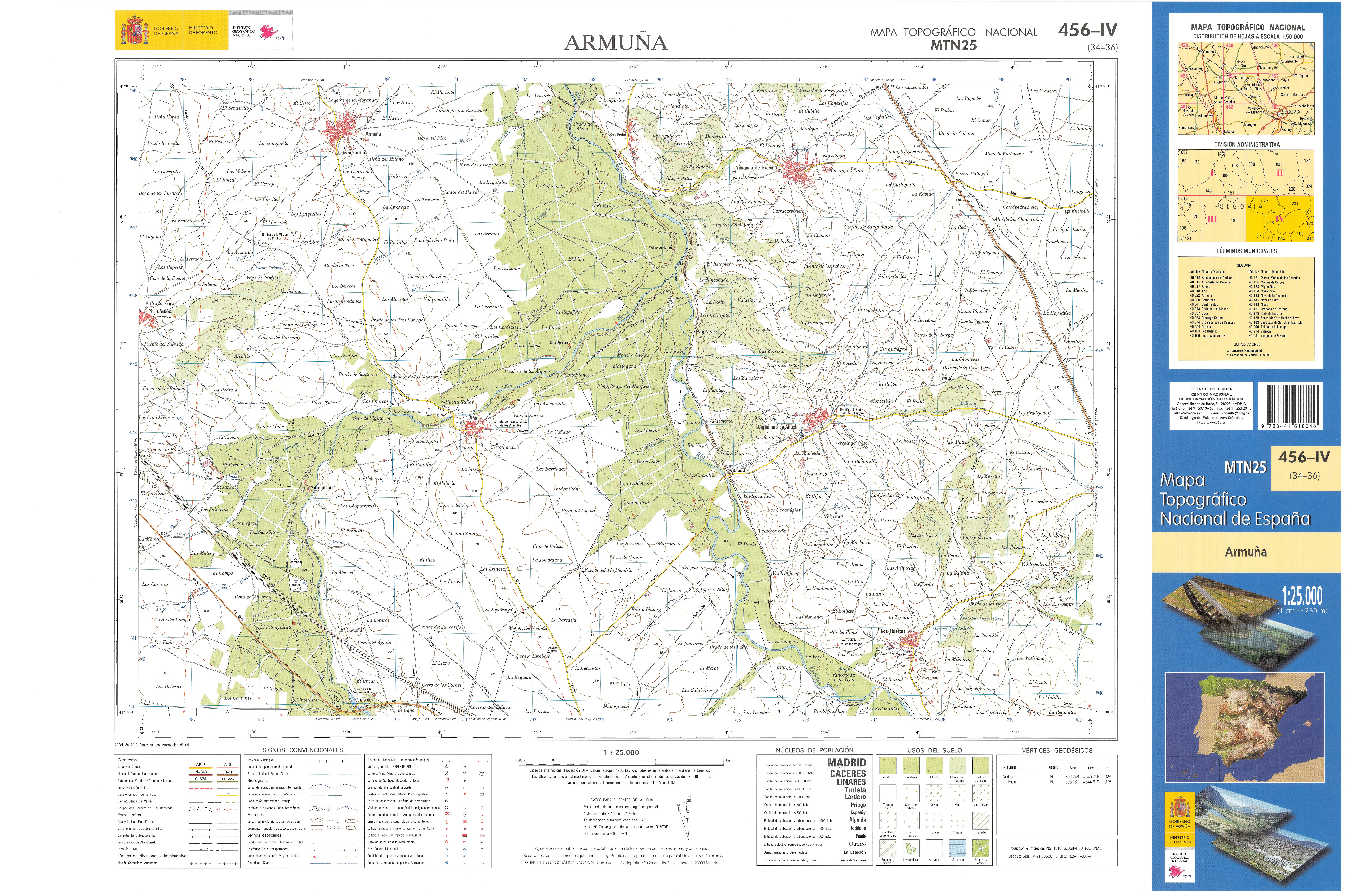
Fragmento de la hoja 456 del Mapa Topográfico Nacional de España de 2010 en el que se representa Añe

Contiene grandes extensiones de campo, donde lo más admirable es el paisaje que se desprende de la ribera del río Moros a su paso por el municipio y de fondo, el Soto repleto de fresnos centenarios (uno de los mejores conservados de todo el país) donde se puede disfrutar de una gran tranquilidad y se puede observar como revolotean y anidan ejemplares variados de aves. Además tiene tierras de pinares, donde la actividad resinera ha estado muy presente.

## Historia
Perteneció al Sexmo de Santa Eulalia de la Comunidad de Ciudad y Tierra de Segovia, integrado en la Cuadrilla del Río, siendo cabeza de la misma.
A lo largo del siglo XX y principios del siglo XXI, Añe estuvo amenazado de estar bajo las aguas del embalse de Bernardos. Este proyecto venía de la época franquista y el objetivo era abastecer de agua regadíos de Medina del Campo y Valladolid. El 22 de agosto de 2002 se realizó una manifestación importante en su contra, la cual partió de los pueblos afectados concluyendo la misma en la antigua casa del guarda forestal del Soto de Añe. En 2005 este proyecto histórico quedó aparcado debido a su inviabilidad económica y por el daño que causaría a la naturaleza. 
Tras la anulación definitiva de la construcción del pantano, el 20 de agosto de 2005, el Ayuntamiento llevó a referéndum la posibilidad de construcción de un campo de golf en el Soto. Dicho referéndum resultó a favor de la misma con un 60 % de los votos de los vecinos, pero debido al alto impacto que suponía en el entorno natural, se abandonó su realización.
Durante el periodo comprendido entre el 19 de abril de 1972 y el 27 de noviembre de 1980 Añe dejó de ser independiente y estuvo incorporado como pedanía al municipio de Armuña.
El escritor español Camilo José Cela, Premio Nobel de Literatura en 1989, en su libro Judíos, moros y cristianos, narra un viaje que realiza por tierras de Segovia y Ávila entre 1946 y 1952. De Añe comenta lo siguiente:

El camino de Santa María de Nieva está lleno de cruces, sobre todo a mano izquierda. Hacia el norte, además del de Zamarramala, aun a las puertas, no se ve más que el de Añe, aldea pinariega que también oye crecer el álamo negro, y el de Pinilla Ambroz, subido en su cuesta.

## Geografía humana

### Demografía
Cuenta con una población de 66 habitantes (INE 2024).

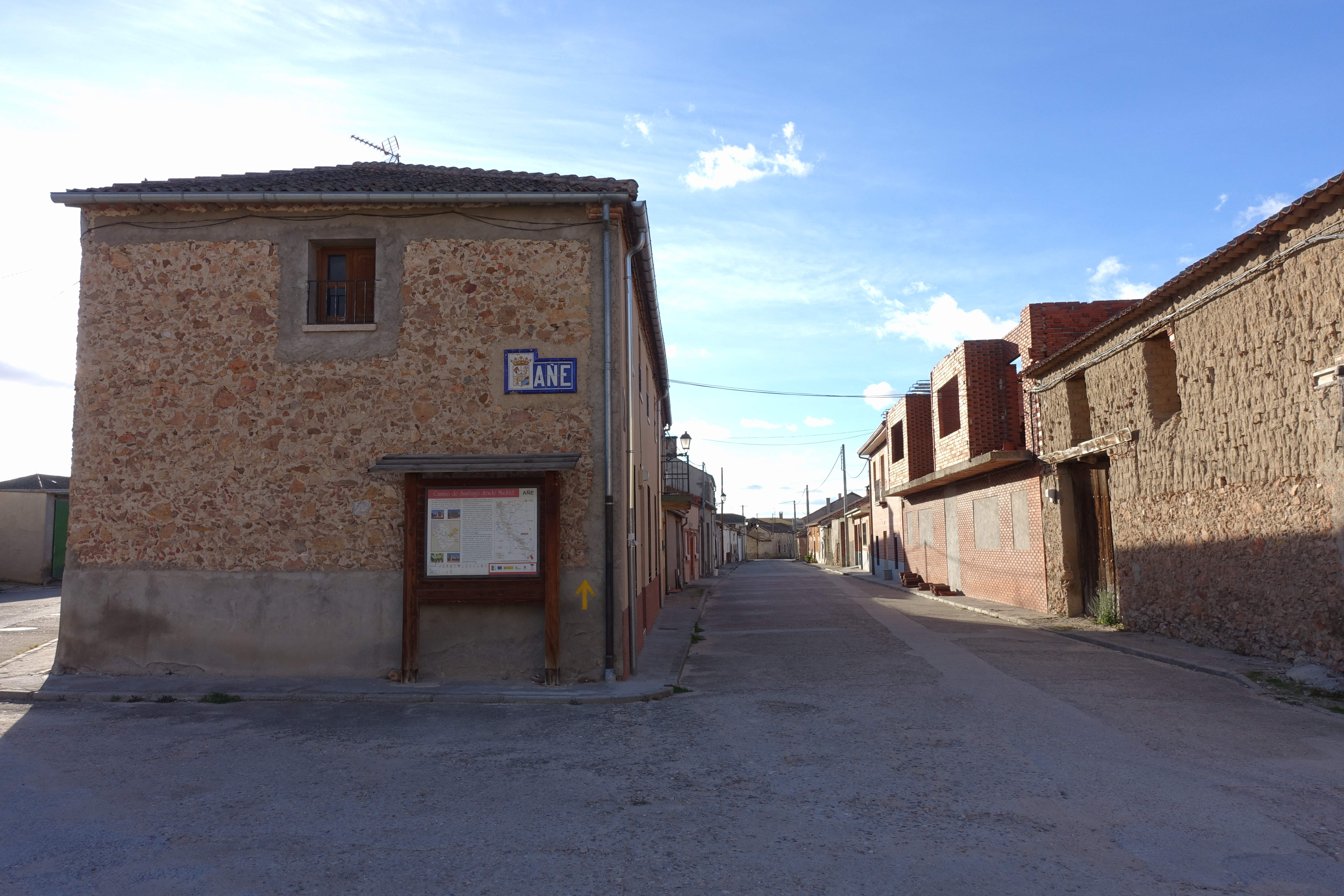
Calle Real

| Gráfica de evolución demográfica de Añe entre 1828 y 2021 |
| |
| Población según el Diccionario geográfico-estadístico de España y Portugal de Sebastián Miñano. Población de derecho según los censos de población del INE. Población de hecho según los censos de población del INE. |

### Economía
Su actividad económica se sustenta en la agricultura y ganadería, teniendo gran importancia la figura de los fetosines, al igual que en otros pueblos de la provincia.

## Administración y política
Lista de alcaldes
| Periodo   | Nombre                                                                         | Partido       |
| --------- | ------------------------------------------------------------------------------ | ------------- |
| 1979-1983 | Cirilo Andrés                                                                  | UCD           |
| 1983-1987 | Matías Yanguas Yanguas                                                         | AP-PDP-UL     |
| 1987-1991 | Matías Yanguas Yanguas                                                         | Independiente |
| 1991-1995 | Primitivo Andrés Martín                                                        | PP            |
| 1995-1999 | Primitivo Andrés Martín                                                        | PP            |
| 1999-2003 | Santiago Roldán Borregón (1999-2000) Jesús María Llorente Llorente (2000-2003) | PP            |
| 2003-2007 | Mariano Herrero Aragoneses (2003-2006) Fernando Andrés Llorente (2006-2007)    | PP            |
| 2007-2011 | Fernando Andrés Llorente                                                       | PP            |
| 2011-2015 | Fernando Andrés Llorente                                                       | PP            |
| 2015-2019 | Fernando Andrés Llorente                                                       | PP            |
| 2019-2023 | Javier García García                                                           | PP            |
| 2023-act. | Javier García García                                                           | PP            |

El sistema electoral local de Añe es el denominado "concejo abierto" por el que se elige directamente al candidato que se desee sin necesidad de votar a una lista concreta.
Desde que existe el régimen democrático, en Añe ha gobernado siempre el Partido Popular exceptuando en los primeros años que lo hizo la extinta Alianza Popular.
En las elecciones municipales de 2003, el candidato más votado fue Jesús María Llorente, que se presentó por la lista de Los Verdes dejando atrás su paso por las siglas del PP, tras el descontento por la actuación del Gobierno del partido indicado a nivel provincial y autonómico con el tema del Pantano de Bernardos que tanto afectaba al municipio, pero al ser el único en dicha lista, el Ayuntamiento pasó a manos del PP.
En las elecciones municipales de 2019, el PP incorpora a dos candidatos ajenos al municipio (en términos políticos, se denominan "paracaidistas") debido a que la lista quedaba desierta de candidatos a la alcaldía empadronados en el propio pueblo, algo que desde el inicio de la democracia jamás había sucedido.
Gana las elecciones Javier García.
El equipo de Gobierno actualmente está compuesto por 3 representantes, ya que debido al envejecimiento de la población se ha venido sufriendo una alta tasa de mortalidad, lo que ha dejado al municipio por debajo de los 100 habitantes, requisito necesario para tener 5 representantes.

## Servicios
Cuenta con consultorio médico de Atención Primaria de la Junta de Castilla y León; dispone de un solo bar; la alimentación al municipio, al no disponer de tiendas, se hace a través de la venta ambulante; de un club social llamado "La Fresneda" donde se realizan por temporadas talleres culturales así como eventos variados; y por último, dispone de dos casas rurales.
En cuanto a medio de transportes hacia Segovia, dispone de coche de línea siendo parada de la ruta Armuña-Segovia.
En el ámbito de instalaciones deportivas, posee un polideportivo para uso de fútbol y baloncesto y otra pista de pádel.

## Cultura

### Patrimonio

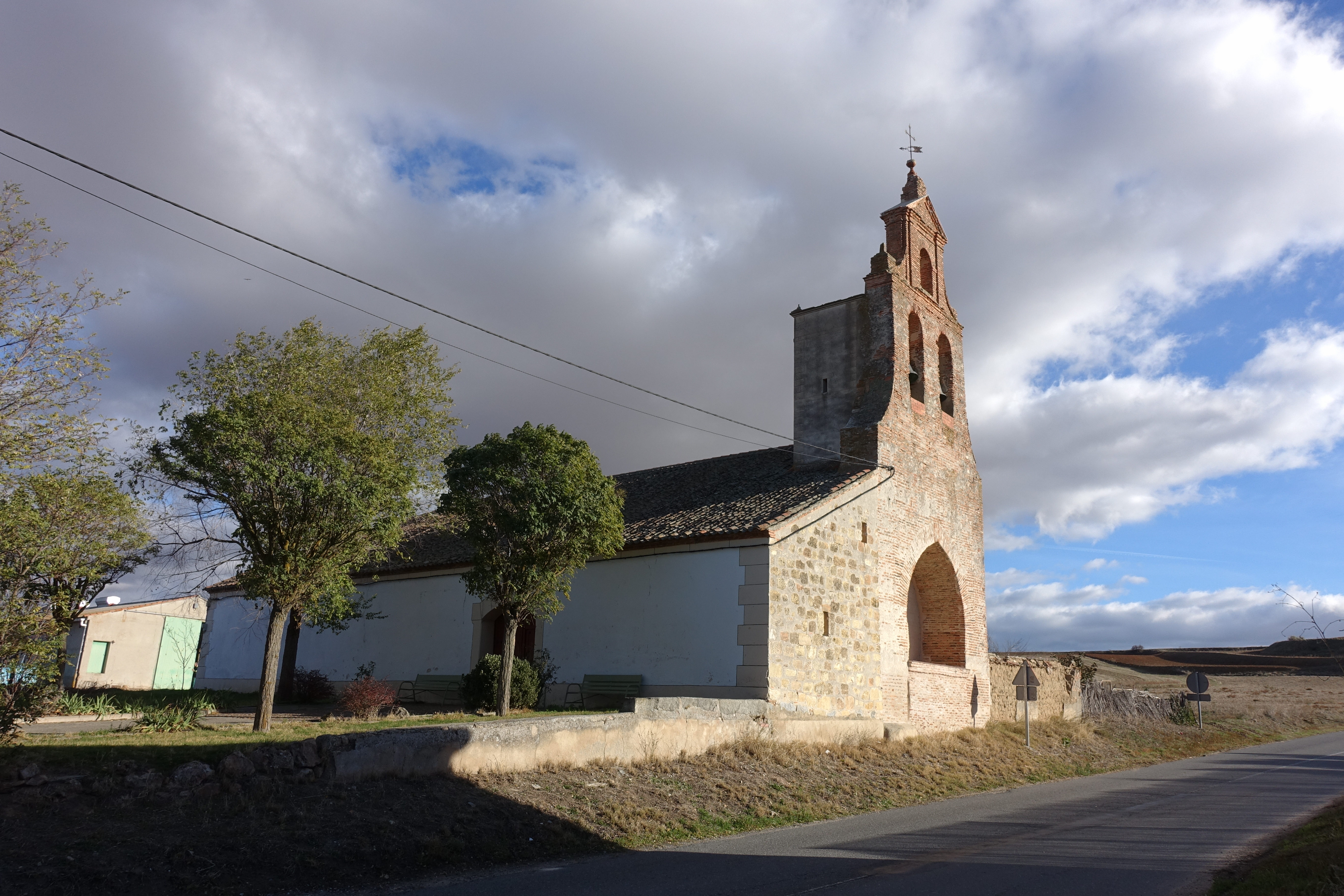
Iglesia de San Juan Bautista

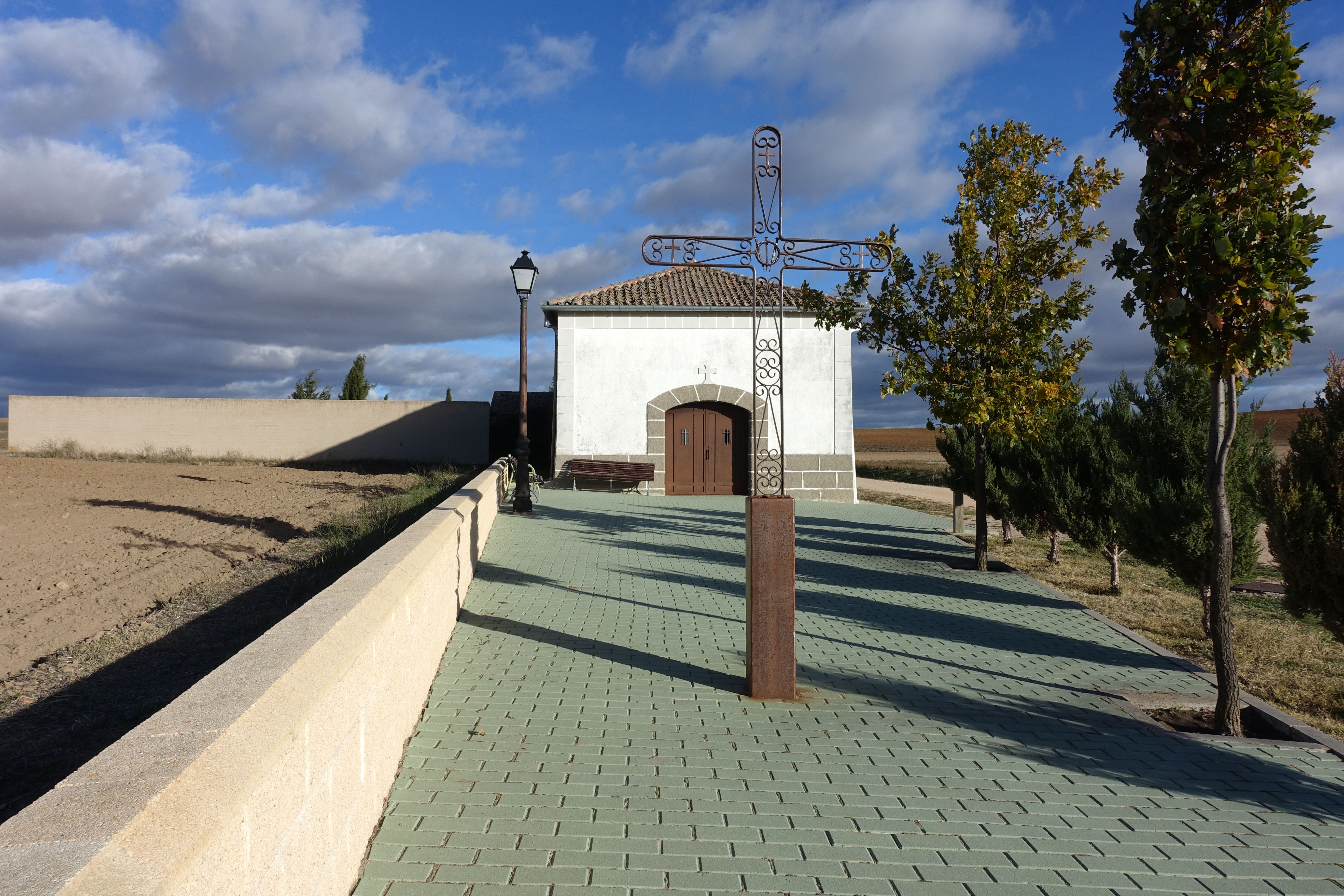
Ermita del Santo Cristo de los Afligidos

Destaca la iglesia de San Juan Bautista, de estilo gótico-mudéjar, la cual conserva una gran espadaña en su exterior, y la ermita del Santo Cristo de los Afligidos, de estilo románico, en la que pegado a ella se encuentra el cementerio del municipio.

### Fiestas y folclore
Cruz de Mayo
Son el fin de semana más cercano al 3 de mayo. Se celebran en honor al patrón, el Santo Cristo de los Afligidos, donde en procesión se saca al mismo desde la iglesia hasta la ermita (esta es su ubicación original) mientras se van cantando jotas y canciones típicas de la región. Tras llegar a la ermita, se procede a la subasta para poner al Cristo en su trono. Estas fiestas son consideras las más importantes de Añe debido a su carácter religioso y a la gran devoción que se desprende. A lo largo del fin de semana se intercalan actividades tanto culturales, infantiles, deportivas como musicales.
San Juan Bautista
Son el fin de semana más cercano al 24 de junio, celebrándose en honor al Santo. Estas fiestas fueron perdiendo protagonismo debido a que en las mismas fechas coinciden las de Segovia capital.
Juventud
Son el último fin de semana de julio. Creadas en 1999 debido a la escasez de fiestas en el periodo estival, cabe destacar la gran participación, triplicándose incluso la población habitual, con un programa lleno de actividades infantiles y campeonatos deportivos. Resaltar la paellada popular en la plaza Mayor y la verbena nocturna.
Matanza popular
Se celebra a finales de febrero. Se realiza una comida amenizada con música.
Para la celebración y organización de las fiestas, Añe cuenta con varias peñas, la más destacable es "El Relevo"
También dentro del apartado cultural hay que indicar que el municipio de Añe, aparece en la jota castellana de Torreadrada en el siguiente fragmento:
Mira que he viajado yo
que vengo de Miguelañez 
he pasado por Armuña
y he visto a las chicas de Añe,
mira que he corrido mundo
Ay que si, que si, ay que no, que no...

### Camino de Santiago
Añe cuenta con albergue para peregrinos que en un primer lugar estaba ubicado en las viejas escuelas, pero en 2022 el Ayuntamiento remodeló una de las viejas casas de los maestros, en la cual se pueden alojar aquellas personas que realizan el Camino de Santiago de Madrid.